# سیلیسیم تتراآزیل
سیلیسیم تتراآزیل (به انگلیسی: Silicon tetraazide) با فرمول شیمیایی SiN
۱۲ یک ترکیب شیمیایی است. که جرم مولی آن ۱۹۶٫۱۶۵۹ g/mol می‌باشد. 